# Kolbenspitze
De Kolbenspitze (Italiaans: La Clava) is een 2868 meter hoge berg in de Ötztaler Alpen in het Italiaanse Zuid-Tirol.
De bergtop ligt in het noordoostelijke deel van de Texelgroep, een subgroep van de Ötztaler Alpen, tussen het Passeiertal en het einde van het Pfelderer Tal in. Andere naburige bergtoppen zijn ook de Matatzspitze, Hohe Wand, Hütterberg, Spitzhorn en Rötenspitze. De top biedt, mede vanwege zijn grote hoogte ten opzichte van die naburige bergtoppen, een weids uitzicht over de hoofdkam van de Ötztaler Alpen en de Sarntaler Alpen.
De bergtop wordt meestal beklommen vanuit Ulfas via de oostelijke kam van de berg, die bereikt wordt via de Ulfasalm, die ook over de Muthspitze (2264 meter) voert. De zuidelijke zijde van deze kam valt steil af in het Passeiertal.
In de winter is de Kolbenspitze een geliefde skibestemming. Dan voert de beklimmingsroute meestal via het dal ten noorden van de top, het Varmazontal.